# Heliotropium jizanense
Heliotropium jizanense är en strävbladig växtart som beskrevs av Al-turki, Omer och Ghafoor. Heliotropium jizanense ingår i Heliotropsläktet som ingår i familjen strävbladiga växter. Inga underarter finns listade i Catalogue of Life.